# رون داهل
رون داهل (بالنرويجية البوكمول: Rune Dahl)‏ هو مجدف نرويجي، ولد في 28 فبراير 1955 في ستافانغر في النرويج.

## وصلات خارجية
- رون داهل على موقع الاتحاد الدولي للتجديف (الإنجليزية)
- رون داهل على موقع اللجنة الأولمبية الدولية (الإنجليزية)
- رون داهل على موقع أوليمبيديا (الإنجليزية)